# 方言 (季刊)
《方言》季刊是中国社会科学出版社出版，商务印书馆印刷，北京市报刊发行局发行的刊登语言方言学的权威学术刊物之一，以刊登中国内外语言学界有关汉语方言研究的各种文章为主，其中包括专题论文、实地调查、调查报告、调查表格，以及书评书目、资料介绍、情况报道等。1979年创刊。一年四期，每季一期，每期平装16开96页。其编辑部地址为北京市建国门内大街5号语言研究所。

## 外部連結
- 中國社會科學院 《方言》季刊编辑部简介